# Новотитаровская культура
Новоти́таровская культура — археологическая культура раннего бронзового века 3200-2200 гг. до н. э. Существовала на территории Северного Кавказа в непосредственной близости от северной границы майкопской культуры, с территорией которой частично пересекалась. Естественные границы культуры примерно совпадали с территорией современного Краснодарского края: от Азовского моря и Керченского пролива далее на восток, почти до Каспийского моря.
Названа по могильнику близ станицы Новотитаровской (Динской район Краснодарского края, Россия), раскопанному В. И. Козенковой в 1970 году.
Культура представлена курганными могильниками, характерной чертой которых является наличие в погребении целых деревянных повозок с решетчатым кузовом и сплошными дисковидными колёсами на неподвижных осях.
Керамика представлены лепными плоскодонными горшками с прочерченным, шнуровым, рельефным орнаментом. Бронзовые изделия: ножи, шилья, молоточковидные булавки и бусы. 
Объединяется в единый культурный комплекс вместе с более крупной ямной культурой: для обеих данных культур были характерны полукочевой скотоводческий образ жизни с некоторыми элементами аграрного хозяйства.
Литейные формы из погребения кузнеца-литейщика из курганной группы Лебеди I (из погребения 10 кургана 3) иллюстрируют наличие собственной традиции металлообработки. Курган находится у хутора Лебеди (Калининский район, Краснодарский край), и был раскопан в 1979 г. В инвентаре погребения представлены каменная наковальня, каменные кузнечные молотки, тигель для плавки, простые и составные формы для отливки втульчатых топоров и плоских тесел.